# Dým bramborové natě
Dým bramborové natě je československý film režiséra Františka Vláčila z roku 1977. Scénář filmu vznikl adaptací románu Bohumila Říhy Doktor Meluzin. Pojednává o stárnoucím pražském lékaři, moudrém a dobrém člověku, který se po emigraci své ženy vrací do kraje svého dětství, aby zde nalezl nový smysl života. Hlavní roli Dr. Meluzina ztvárnil tehdy politicky nepohodlný Rudolf Hrušínský, který se zásluhou režiséra Vláčila po několikaletém zákazu vrátil na filmové plátno. Další výrazné postavy vytvořili Josef Somr, Václav Lohniský, Jana Dítětová a Věra Galatíková. 

## Vznik filmu
Režisér František Vláčil prožíval během normalizace těžké období. Po natočení tří vynikajících filmů koncem 60. let 20. století směl točit jen   krátkometrážní a dokumentární filmy. Po sedmileté přestávce se mohl v roce 1976 vrátit k hranému celovečernímu filmu, kterým byl právě Dým bramborové natě. Snímek vznikl podle literární předlohy Bohumila Říhy Doktor Meluzin. Autoři scénáře Václav Nývlt a František Vláčil nicméně do filmového zpracování použili pouze závěrečnou část románu. Vláčil si dokázal prosadit, že představitelem hlavní role bude Rudolf Hrušínský, který měl po podpisu prohlášení Dva tisíce slov od roku 1972 zakázáno filmovat. Na pokyn hlavního dramaturga Ludvíka Tomana však musel Hrušínský podstoupit kamerové zkoušky, což bylo pro herce jeho formátu poněkud nepatřičné. Kameramanem byl František Uldrich. Film se natáčel na nám. T. G. Masaryka v Bechyni, kde bylo filmové zdravotnické středisko, v jižních Čechách v Holubovské Baště, na hřbitově v Albrechticích nad Vltavou a v Týně nad Vltavou.

## Děj filmu
Film začíná na švýcarském letišti, kde se stárnoucí doktor Meluzin loučí se svou ženou. On se rozhodl vrátit do rodného Československa, aby zde nalezl duševní klid a rovnováhu, zatímco jeho žena zůstává. Meluzin přijímá místo obvodního lékaře ve zdravotním středisku v malé vesnici Větrov. Vrací se zpět do kraje svého dětství, kde může ve vzduchu ještě cítit podzimní ohníčky a vůni pečených brambor. Dostane skromný pokoj v bytě, který patří zdravotnímu středisku a který má sdílet s mladým bezdětným párem Kodetových. Vesničané jsou k Meluzinovi zpočátku nedůvěřiví, setkává se s nepochopením a pomluvami. První pacient, starý muž, uteče, když ho požádají, aby se svlékl na vyšetření, zdravotní sestra Šimonová je zaskočena, když Meluzin trvá na tom, aby vedla zdravotní záznamy pacientů. Časem si ale získá své okolí díky svým odborným znalostem, rozvážnosti a chápání lidských hodnot i slabostí. Místní lidé si uvědomí, že je nejen dobrý lékař, ale také moudrý a dobrý člověk.
S místním hrobníkem Jarošem se na hřbitově pouští do debat o významu léčení a smrti. Získá si důvěru mladé Markéty, která žije s matkou na chátrajícím statku. Markéta čeká dítě s řidičem sanitky Otou, ale odmítá ho uvést jako otce. Naopak manželé Kodetovi se marně snaží o potomka, což v jejich vztahu vyvolává napětí a rozpory. Meluzin je pošle na vyšetření do Prahy k odborníkům, kde se zjistí, že neplodná není Pavla Kodetová, ale její manžel Petr. Kodet to neunese a svou ženu opustí. Matka vyžene těhotnou Markétu z domu, Meluzin jí najde dočasné bydlení u Pavly a rozmluví jí potrat. Markéta má ale rizikové těhotenství a nakonec musí do nemocnice. Odtud však po čase uteče zpět ke Kodetové, kde porodí dceru. Sama je však v kritickém stavu a při převozu do nemocnice umírá. Meluzin přijde za Kodetovou a navrhne jí, aby Markétino dítě adoptovali, což oba manžele opět sblíží.

## Obsazení
| Rudolf Hrušínský       | MUDr. Jan Meluzin                              |
| Věra Galatíková        | učitelka Pavla Kodetová                        |
| Alois Švehlík          | traktorista Petr Kodet                         |
| Jana Dítětová          | zdravotní sestra Žofka Šimonová                |
| Marie Logojdová        | Markéta Zitová                                 |
| Nina Popelíková        | Hedvika Zitová, Markétina matka                |
| Josef Somr             | správce kachní farmy Alois Vlach zvaný Kačenka |
| Jaroslava Obermaierová | Vlachova žena                                  |
| Václav Lohniský        | hrobník Jaroš                                  |
| Jan Faltýnek           | podporučík VB Karel Kříž                       |
| Vítězslav Jandák       | řidič sanitky Ota, syn Šimonové                |
| Věra Tichánková        | vdova Půlpánová                                |
| Václav Trégl           | děda Hybš                                      |
| Jaroslava Tichá        | Ema, Meluzinova žena                           |

## Ocenění
V roce 1977 získal František Vláčil za tento film na 15. festivalu českých a slovenských filmů v Bratislavě zvláštní cenu festivalového výboru „za kultivované režijní ztvárnění současné tematiky s přihlédnutím na mimořádné hodnoty výtvarné stránky díla“.

## Zajímavosti
- Od své premiéry v dubnu 1977 až do 31. prosince 1987 vidělo film v českých kinech v rámci 3 432 představení celkem 158 611 diváků.[7]